# 安東尼·凱利
安東尼·凱利（英語：Anthony Callea，1982年12月13日—），全名安東尼·科斯莫·凱利（英語：Anthony Cosmo Callea），是一位澳洲歌手，同時也是2004年《澳洲偶像》亞軍。他目前擁有澳洲最高銷售量的單曲《The Prayer》。

## 傳記

### 早年生活
1995年，安東尼·凱利曾以 Anthony De Fazio 的名字在電視劇《Funky Squad》的《The Wrong Side of the Tracks》這一集客串演出。

### 《澳洲偶像》
2004年，他參加了電視選秀節目《澳洲偶像》，並進入了30強，但是無緣進入下一輪比賽。之後經過了敗部復活制度得以進入前12強。
在比賽的過程中，安東尼在澳洲的人氣不斷的上升。他多次在節目中的表演贏得了評審高度讚賞，像是賽門與葛芬柯（Simon & Garfunkel）的《Bridge over Troubled Water》，外國人合唱團（Foreigner）的《I Want to Know What Love Is》，安德烈·波伽利與席琳·狄翁合唱的《The Prayer》。評審之一的 Ian Dickson 曾說《The Prayer》是他這兩年看過最棒的表演。比賽於2004年11月結束，安東尼成為當年度亞軍，冠軍是凱西·唐娜文（Casey Donovan）。他曾表示 Cosima De Vito 是他在澳洲偶像第一季中最喜愛的參賽者。

### 《澳洲偶像》中的表演
- 墨爾本初選：自然主義合唱團（Human Nature）-《Wishes》
- 三十強：羅比·威廉斯 - 《Angels》
- 外卡：好把戲合唱團 - 《The Reason》
- 十二強（澳洲歌曲）：瑞克·普萊斯（Rick Price） - 《Heaven Knows》
- 十一強（流行音樂之夜）：勞·凱利 - 《Ignition (Remix)》
- 十強（六零年代之夜）：Spencer Davis Group - 《Gimme Some Lovin'》
- 九強（迪斯可之夜）：Rose Royce - 《Car Wash》
- 八強（偶像的選擇）：安德烈·波伽利與席琳·狄翁 - 《The Prayer》
- 七強（披頭四之夜）：披頭四 - 《I Saw Her Standing There》
- 六強（八零年代之夜）：外國人合唱團（Foreigner） - 《I Want to Know What Love Is》
- 五強（R&B之夜）：布萊恩·麥肯奈特（Brian McKnight） - 《Back at One》
- 四強（大樂隊之夜）：納京高（Nat King Cole） - 《Fever》與《(Get Your Kicks On) Route 66》
- 三強（70年代之夜）：Toto - 《Hold the Line》，賽門與葛芬柯（Simon & Garfunkel） - 《Bridge over Troubled Water》
- 準決賽：黛安·華倫（Diane Warren） - 《Listen with Your Heart》，克雷格·大衛 - 《Walking Away》，彼得·塞特拉 - 《Glory of Love》
- 總決賽：安德烈·波伽利與席琳·狄翁 - 《The Prayer》

## 《澳洲偶像》之後

### 2005-2006：《同名專輯》
安東尼很快的就與 Sony BMG 簽約，首張單曲《The Prayer》在2004年12月發行。首周就登上澳洲排行榜冠軍，並連續蟬聯冠軍長達五周。發行七周後，這張單曲成為澳洲史上最賣座的單曲，並被認證為四白金，超過28萬的銷售量。  接下來發行的雙A面單曲《Rain / Bridge over Troubled Water》為雙周冠軍。他的同名專輯也在2005年4月4號登上澳洲專輯榜冠軍，之後為連續三周冠軍。第三張單曲《Hurts So Bad》首周登上第十名，第四張單曲《Per Sempre (For Always)》則登上第五名。
DVD《Live in Concert》在2005年11月7號發行，首周登上排行榜第三名，並獲得白金認證。

### 2006-2007：《展露頭角》
2006年11月4日，他發行單曲《Live for Love》，是他新專輯《展露頭角》的第一支單曲，也是唯一一首不是自己寫的歌曲。專輯在2006年11月25日發行，登上排行榜第九名。專輯中加入了安東尼的特色，包括抒情搖滾和快歌。
他在合輯《Home: Songs of Hope & Journey》中翻唱了布萊恩·麥肯奈特的歌曲《Home》，該合輯是為了替對抗憂鬱症組織《BeyondBlue》募款所發行。
2007年2月，第二張單曲《Addicted to You》登上第19名。

### 2008：籌備第三張專輯
根據官方網站，安東尼目前正在籌備新專輯，2008年11月將前往紐約進行一些與專輯有關的工作。專輯預計在2009年發行。

## 慈善工作
他參加了海嘯救援電視募款節目，另為還受邀到紅十字會舉辦的慈善拍賣晚會中，在丹麥王儲弗雷德里克和王子妃瑪莉面前表演。安東尼也在 The Starlight Foundation、皇家墨爾本兒童醫院、The Mirabel Foundation 和救世軍工作。 另外在2007年，他還成為替皇家兒童醫院募款的 Perth Telethon 的大使，同年11月被澳洲視覺障礙服務中心（Vision Australia）任命為官方大使。

## 個人生活
2007年3月27日，在八卦雜誌因為安東尼的「偶像」外表而對性向作出推測之後，他發表聲明，公開承認他是同性戀，也感謝歌迷的支持與當時的另一半，保羅。

「是的，我是同志。我現在對於我的性向沒有問題，我花了許多時間在建立對自己的信心。在把事情解釋清楚後我現在覺得很自在，已經沒什麼壓力了」

2007年3月，《Edge 96.1》電台早晨時段的播報員 Vic Larusso 說上周他在派對中遇見安東尼和他的另一半。電台隨後道歉，並說 Larusso 不了解安東尼的性向問題尚未被澳洲社會接受。安東尼於稍早否認了同性戀的傳聞並拒絕談論私人生活，之後則對於否認這件事感到抱歉。
2007年3月30日，澳洲高等法院的法官 Michael Kirby 說，勇於承認自己性向的安東尼是「令人敬佩的澳洲人」。他還說：「根據流行文化的影響力和對人類不同性向的了解，我會用十個法官換一個流行歌手。」
安東尼也承認他在青少年時期罹患了憂鬱症。「我那時得了重度憂鬱症。我厭惡我自己。我討厭去看心理醫生。我不和別人說話。我的父母完全不知道我到底發生了什麼事。」他之後也參與了合輯《Home: Songs of Hope & Journey》，在專輯中翻唱了布萊恩·麥肯奈特的歌曲《Home》。該合輯是許多澳洲歌手為了替對抗憂鬱症組織 BeyondBlue 募款以及喚醒民眾對憂鬱症的注意所發行。
2007年12月5日，他告訴布里斯本當地的報紙《Courier Mail》，他已和父母分居三年，就從首張單曲發行前的一個半禮拜開始。之後有傳言說安東尼開始與前肥皂劇《Home and Away》演員 Tim Campbell 交往，隨後在2月13日 Tim Campbell 在早晨的廣播中透露：「我們在一起時感到非常快樂。」

## 巡迴演唱會

### 2005 《安東尼·凱利巡迴演唱會》
2005年7月，安東尼開始在東岸舉行大規模的巡迴演唱會，演唱會特別來賓是 Tina Cousins。

### 2006 西城男孩《真情相對巡迴演唱會》
安東尼擔任西城男孩在澳洲巡迴演唱會的特別來賓。

### 2006 戴安娜·羅絲《最愛黛安娜巡迴演唱會》
安東尼擔任戴安娜·羅絲在澳洲巡迴演唱會的特別來賓。

### 2007 《展露頭角巡迴演唱會》
2007年7月到9月，他與他的四人樂隊展開了《展露頭角巡迴演唱會》，在澳洲共舉行了18場演唱會。
| 日期                             | 地點                               | 場地                                  |
| -------------------------------- | ---------------------------------- | ------------------------------------- |
| 7月27日                          | 新南威爾斯 Rooty Hill              | Rooty Hill RSL                        |
| 7月28日                          | 新南威爾斯 獵人谷（Hunter Valley） | 獵人谷花園（Hunter Valley Gardens）   |
| 7月29日                          | 新南威爾斯 Dapto                   | Dapto Leagues Club                    |
| 8月3日/ 8月4日/ 8月24日/ 8月26日 | 維多利亞省 Southbank               | The Palms at Crown                    |
| 8月5日                           | 新南威爾斯 Pyrmont                 | Star City Casino                      |
| 8月9日                           | 澳大利亞首都特區 Woden Town Centre | Southern Cross Club                   |
| 8月10日                          | 新南威爾斯 Dee Why                 | Dee Why RSL                           |
| 8月11日                          | 新南威爾斯 Fairfield               | Fairfield RSL                         |
| 8月12日                          | 新南威爾斯 Hurlstone Park          | Canterbury Hurlstone Park RSL         |
| 8月16日/ 8月17日                 | 昆士蘭 Chermside                   | Kedron Wavell Services Club           |
| 8月18日                          | 昆士蘭 Southport                   | Southport RSL                         |
| 8月31日和9月1日                  | 南澳大利亞 Hindmarsh               | The Governor Hindmarsh Hotel          |
| 10月20日                         | 西澳大利亞 賓貝爾尼（Bunbury）     | Bunbury Regional Entertainment Centre |

### Tattoo Spectacular 2007
這場秀包含了一位主持人以及超過900位的音樂家、表演者、舞者和歌手，其中安東尼表演了他自己的歌曲。

### 2008 席琳·狄翁《為愛冒險全球巡迴演唱會》
2008年3月26日，席琳·狄翁《為愛冒險全球巡迴演唱會》將會來到澳洲。安東尼將擔任特別來賓。

### 2008年5月 與雪梨交響樂團合作
安東尼和其他幾位知名的澳洲歌手受邀前往雪梨歌劇院，與雪梨交響樂團共同演出。這場表演是為了向優秀的電影歌曲致敬，計畫在2008年5月7日到10日演出。

## 其他活動

### It Takes Two 第二季
2007年，安東尼參加了七號電視網（Seven Network）的音樂選秀節目《It Takes Two》。在節目中，由非歌手的名人與專業歌手搭擋演出。安東尼與廣播 DJ Jo Stanley 搭擋並獲得亞軍，冠軍是 Jolene Anderson 與大衛·坎貝爾（David Campbell）。

#### 表演
- 第一周： 雙面維若妮卡 - 《4ever》 （流行歌曲）
- 第二周： 夏卡康（Chaka Khan） - 《Say a Little Prayer》 （電影歌曲）
- 第三周： 凱莉·克萊森 - 《Because of You》 （抒情歌曲）
- 第四周： 金髮美女合唱團（Blondie） - 《Call Me》 （冠軍單曲）
- 第五周： 蜜桃與賀伯二重唱（Peaches & Herb） - 《Shake Your Groove Thing》 （迪斯可）
- 第六周： ABBA - 《SOS》 （70's & 80's）
- 第七周： 戴安娜·羅絲 - 《You Are Everything》 （Motown）
- 第八周： 茱蒂·嘉蘭 - 《Get Happy》 （搖擺樂）和 Joan Jett - 《I Love Rock 'n' Roll》 （搖滾）
- 第九周： 安東尼·凱利 - 《The Prayer》 (夥伴的名曲) 和 查克·貝瑞 - 《Johnny B. Goode》 （搖滾）
- 第十周（總決賽）：凱莉·克萊森《Because of You》、茱蒂·嘉蘭《Get Happy》和 Irene Cara《Flashdance... What a Feeling》。

### It Takes Two第三季
2008年安東尼再度參加了《It Takes Two》。他在第三季的夥伴是女鐵人 Candice Falzon。第三季從2月12日開始。

### 越過死亡線
2007年9月，他參與了第一部音樂劇《越過死亡線》（Dead Man Walking）的演出，劇本來自海倫·普雷松修女（Helen Prejean）的真實故事，她陪伴在殺人兇手 Joe de Rocher 身邊直到執行死刑為止。這部戲在探討在這種極端情況下的報復與饒恕兩種相反的欲望，還有是需要以愛或恨來面對這樣的人。

### 吉屋出租
2007年11月，他擔任音樂劇《吉屋出租》的男主角馬克·科恩（Mark Cohen）。劇情是根據賈科莫·普契尼的歌劇《波希米亞人》改編。
這部是他的第二部音樂劇作品，與他現在的伴侶 Tim Campbell 一同演出。

### Wicked: 百老匯音樂劇
2008年2月12日，安東尼將參與音樂劇《Wicked》，此劇將在7月於墨爾本麗晶劇院（Regent Theatre）上演。

## 音樂作品

### 專輯
| 年度 | 專輯名稱                                                                               | 排行榜名次 | 銷售及認證                           |
| ---- | -------------------------------------------------------------------------------------- | ---------- | ------------------------------------ |
| 2005 | 《同名專輯》 - 第一張錄音室專輯 - 發行日期：2005年3月25日 - 廠牌：Sony BMG - 形式：CD  | 1          | 澳洲銷售量：140,000 ARIA: 雙白金唱片 |
| 2006 | 《展露頭角》 - 第二章錄音室專輯 - 發行日期：2006年11月26日 - 廠牌：Sony BMG - 形式：CD | 9          | 澳洲銷售量：35,000 ARIA: 金唱片      |

### 單曲
| 年度 | 歌曲                                  | 名次 | 認證      | 專輯                    |
| ---- | ------------------------------------- | ---- | --------- | ----------------------- |
| 2004 | 《The Prayer》                        | 1    | 4白金唱片 | 《安東尼·凱利同名專輯》 |
| 2005 | 《Rain / Bridge over Troubled Water》 | 1    | 雙白金    | 《安東尼·凱利同名專輯》 |
| 2005 | 《Hurts So Bad》                      | 10   | -         | 《安東尼·凱利同名專輯》 |
| 2005 | 《Per Sempre (for Always)》           | 5    | -         | 《安東尼·凱利同名專輯》 |
| 2006 | 《Live for Love》                     | 9    | -         | 《展露頭角》            |
| 2007 | 《Addicted to You》                   | 19   | -         | 《展露頭角》            |

### 其他
- 《I Wanna Know What Love Is》 （收錄在《Australian Idol: The Final 12 2004》）
- 《Listen with Your Heart》 （收錄在同名專輯的限量版。）
- 《Wanna Be The One》 （《Rain / Bridge over Troubled Water》的B面單曲）
- 《Don't Tell Me》 （《Rain / Bridge over Troubled Water》的B面單曲）
- 《The Healing of a Heart》 （收錄在《小鹿斑比2》電影原聲帶）
- 《Meant for Love》 （《Addicted to You》的B面單曲）
- 《Try》 （《Addicted to You》的B面單曲）
- 《Whatever It Takes》 （翻唱自 Edyta Gorniak，獨家收錄在 iTunes 網站）
- 《Home》 （收錄在《Home: Songs of Hope & Journey》合輯中）
- 《The Christmas Song》 （收錄在《The Spirit of Christmas 2005y》合輯中）
- 《Far From Over》 （iTunes 特別版）

## 影像作品

### DVD
| 年度 | 標題                               | 排行榜名次 | 認證     |
| ---- | ---------------------------------- | ---------- | -------- |
| 2005 | 《Anthony Callea Live in Concert》 | 3          | 白金唱片 |

- 《Per Sempre (For Always)》 DVD 單曲

### 音樂錄影帶
- The Prayer （页面存档备份，存于）
- The Prayer (Live on Idol Top 8) （页面存档备份，存于）
- Rain （页面存档备份，存于）
- Bridge over Troubled Water (LIVE on Idol) （页面存档备份，存于）
- Hurts So Bad (LIVE) （页面存档备份，存于）
- Per Sempre(for Always) （页面存档备份，存于）
- Live for Love （页面存档备份，存于）
- Addicted to You （页面存档备份，存于）

## 外部連結
- 官方網站 （页面存档备份，存于）
- 官方論壇
- 安東尼·凱利的MySpace主頁
- Sony BMG個人檔案
- 安東尼·凱利在互联网电影资料库（IMDb）上的資料（英文）